# Coelophrys brevicaudata
Coelophrys brevicaudata är en fiskart som beskrevs av Brauer 1902. Coelophrys brevicaudata ingår i släktet Coelophrys och familjen Ogcocephalidae. Inga underarter finns listade i Catalogue of Life.